# رالف هوسمر
رالف هوسمر (بالإنجليزية: Ralph Hosmer)‏ هو عالم نبات وحراجي أمريكي، ولد في 4 مارس 1874 في ديرفيلد في الولايات المتحدة، وتوفي في 20 يوليو 1963.